# Normander

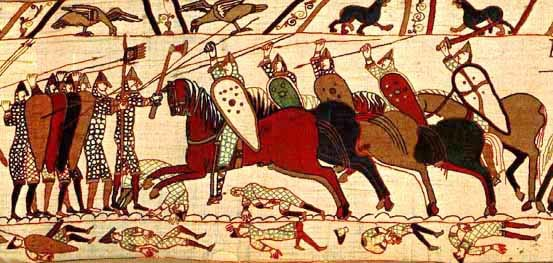
Normandiska riddare med målade vapensköldar deltar i slaget vid Hastings (från Bayeuxtapeten, tillverkad ca år 1077)

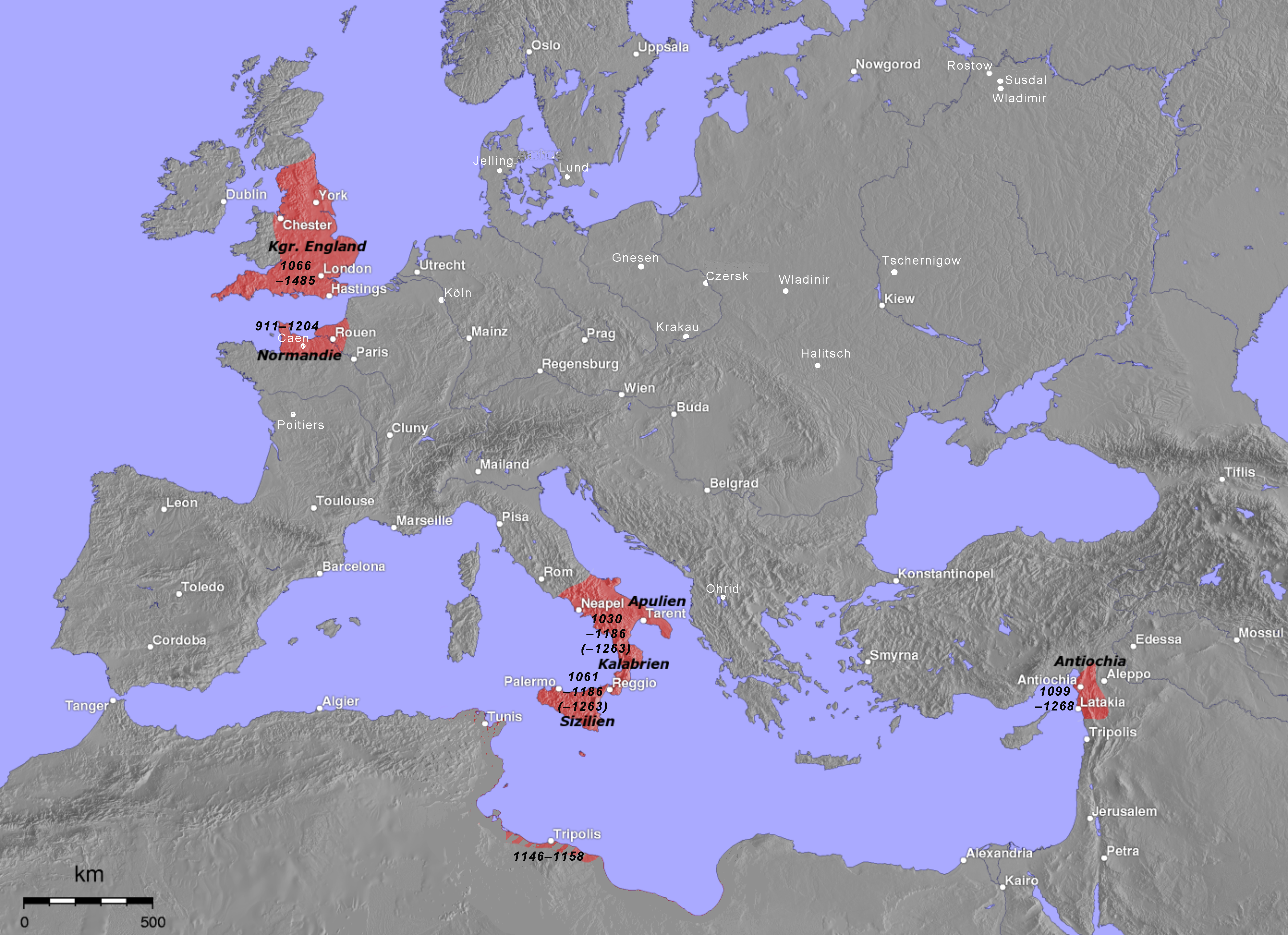
Normandernas utbredning kring år 1130

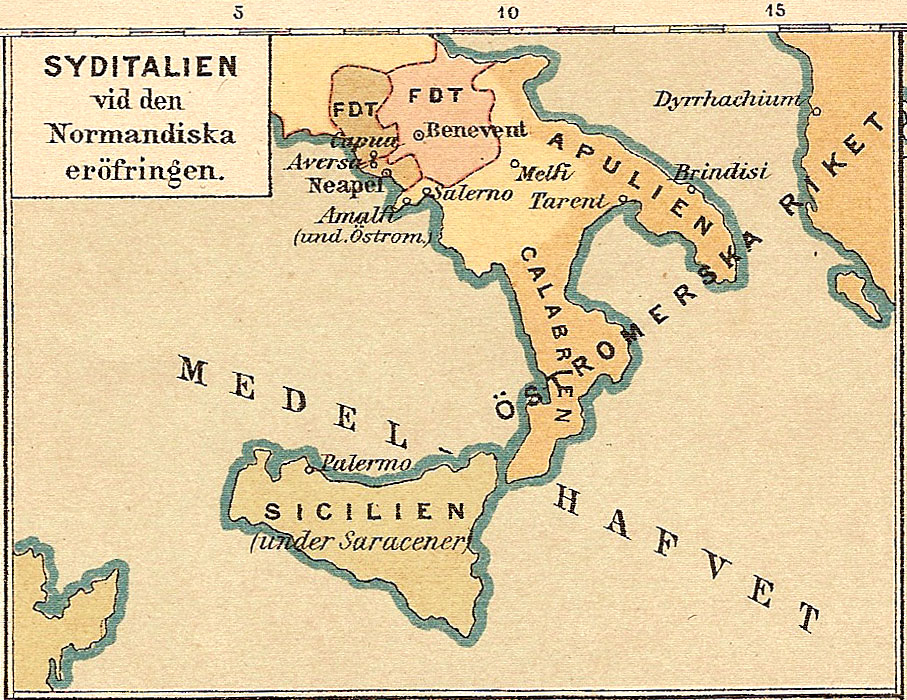
Historisk karta över syditalien vid tiden för normandernas erövring

Normanderna ("nordmännen") var ättlingar till nordmän som på 900-talet invaderade och ockuperade den del av norra Frankrike som idag kallas Normandie, samt till infödda franker och gallo-romare.

## Historik
Under ledning av Hrolf Ganger ("Gånge-Rolf"), som i Dudos Historia Normannorum har namnet Rollo och som enligt denna källa kom ifrån Dacia, svor normanderna trohet till den franske kungen och fick därmed landskapet Normandie kring floden Seines mynning år 911 i gengäld.
Normanderna anammade snabbt det franska språket och utvecklade en identitet som skilde sig både från de skandinaviska rötterna och från de franska grannarna. De utmärkte sig inte endast genom kroppslig styrka och krigisk begåvning, utan var även framstående som politiker och bärare av landets ekonomiska framsteg och andliga rörelser. Men på samma gång bevarade normanderna även i det nya hemlandet böjelsen för långväga härfärder och äventyr, och denna böjelse stärktes genom den stora mängden barn.
Den dynamik som normandernas kultur hade gjorde att de under en tid kunde ockupera vitt skilda territorier över hela Europa. Efter slaget vid Hastings 1066 tog normanderna kontroll över England. Denna erövring är väl beskriven genom fyndet av Bayeuxtapeten.
Vid samma tid hade normandiska riddare också skaffat sig fotfäste i södra Italien, vilket ledde till bildandet av kungariket Sicilien på 1130-talet. Normanderna deltog i korstågen och en del av de kristna kungariken som bildades som resultat av korstågen var normandiska.

## Några samtida källor om normanderna
- Anglo-saxiska krönikan (440-1155)
- Historia Normannorum av Dudo av Saint-Quentin (1015-1025)
- Carmen de Hastingae proelio av Guy av Amiens (1070)
- Gesta Normannorum Ducum av Guillaume de Jumièges (1070)
- Gesta Guillelmi ducis Normannorum et regis Anglorum av Guillaume de Poitiers (1075)
- Annales Barenses, Lupus Protospatharius, Annales Anonimi Barensis Chronicon (Barikrönikorna) (600-1120)
- Historia Normannorum i franska översättningen från 1300-talet Ystoire de li Normant av Amatus di Montecassino (1073-1080)
- Gesta Roberti Wiscardi av Guillaume de Pouille (1090-1100)
- De rebus gestis Rogerii Calabriae et Siciliae comitis et Roberti Guiscardi ducis fratris eius av Gaufredi Malaterrae (1100)
- Chronica monasterii Casinensis (1100)
- Giraldus Cambrensis (1150-1220)